# Game Boy Advance
Game Boy Advance (često skraćeno GBA) je prenosiva 32-bitna konzola za video igre koju je razvio i proizveo Nintendo. Naslednik je Game Boy Color konzole. U Japanu je objavljen 21. marta 2001, u Severnoj Americi 11. juna 2001, u Australiji 22. juna 2001, u Evropi 22. juna 2001. i u Jugoslaviji 1. jula 2001.. Njegov naslednik, Nintendo DS, izašao je u novembru 2004.